# Tom Kimber-Smith
Tom Kimber-Smith, född den 1 november 1984 i Ascot, Berkshire, är en brittisk racerförare.